# The Giant Hospitality Stadium
The Giant Hospitality Stadium – stadion piłkarski w Llandudno, w Walii. Został otwarty w 1991 roku. Może pomieścić 2000 widzów. Swoje spotkania rozgrywają na nim piłkarze klubu Llandudno FC.
Stadion został otwarty w 1991 roku. Poprzednim obiektem należącym do klubu Llandudno FC był Council Field, który został zlikwidowany pod koniec lat 70. XX wieku (w jego miejscu wybudowano supermarket). W 1994 roku na nowym stadionie zainstalowano sztuczne oświetlenie. W 2014 roku obiekt wyposażono w boisko ze sztuczną murawą. W 2015 roku piłkarze Llandudno FC po raz pierwszy w historii awansowali do Welsh Premier League. 23 stycznia 2016 roku na obiekcie rozegrano finał Pucharu Ligi (Denbigh Town FC – The New Saints FC 0:2).
W 2015 roku ogłoszono, że stadion (dotychczas zwany Maesdu Park) w związku z umową sponsorską zostanie przemianowany na Park MBi Maesdu. W 2016 roku ogłoszono natomiast podpisanie nowej umowy sponsorskiej, zgodnie z którą obiekt nazwano The Giant Hospitality Stadium.